# 奥鲁赤
奥鲁赤（13世纪？—1300年代），又作奥鲁只，元世祖忽必烈的第七子，封西平王。
至元六年（1269年）十月，封西平王，赐驼纽鋈金银印。至元九年（1272年）正月，奥鲁赤奉命讨建都蛮，诸王阿鲁帖木儿、秃哥，南平王秃鲁各率所部跟随奥鲁赤。都元帅也速答儿和忙古带所领欲速公弄等吐蕃十八族之兵，都听从奥鲁赤节度。第二年（1273年）十月，擒建都酋下济等四人。建都降，留忙古带统新旧军一万五千戍守。至元十一年（1274年），设置建都宁远都护府治理其地。至元十二年（1275年）三月，奥鲁赤率安西王忙哥剌、诸王只必帖木儿、驸马昌吉等征吐蕃，赐部下戍守鸭池的马人三匹。至元二十二年（1285年），与诸王阿只吉抵抗叛王笃哇，失利。至元三十年（1293年），以所部九千人给万户张邦瑞。西讨笃哇。元贞元年（1295年），陇北道廉访司逮捕张邦瑞。奥鲁赤包庇张邦瑞，元成宗命谕。以诸王出伯所统探马赤红祆军各千人隶属于他的麾下。二年（1296年），奉命驻夏上都。
大德七年（1303年），赐南恩州一万三千六百有四户为食邑。大德十年之后不久，奥鲁赤去世。

## 子孙
- 铁木儿不花（镇西武靖王）
  - 老的（云南王）
    - 阿忒思纳失里（豫王）
    - 答儿麻（西安王）
    - 乞八
    - 亦只班

  - 搠思班（镇西武靖王）
    - 亦怜真班（德宁公主）
    - 党兀班（凉王）
- 八的麻的加（西平王）

## 资料来源
- 《元史·宗室世系表》
- 《新元史》